# Ommata xantho
Ommata xantho är en skalbaggsart som beskrevs av Bates 1873. Ommata xantho ingår i släktet Ommata och familjen långhorningar. Inga underarter finns listade i Catalogue of Life.